# Kwalitatief kenmerk
In de statistiek is een kwalitatief kenmerk een kenmerk dat niet in een getal is uit te drukken. Voorbeelden van kwalitatieve kenmerken zijn kleuren, geuren, rangordes en dergelijke. Onderscheid kan worden gemaakt tussen schikbare (ordinale) en niet-rangschikbare (nominale) kwalitatieve kenmerken. Geuren zijn bijvoorbeeld niet rangschikbaar, maar loonschalen wel.
| Onderzoeksvariabelen en gegevens | Onderzoeksvariabelen en gegevens | Onderzoeksvariabelen en gegevens  | Onderzoeksvariabelen en gegevens    | Onderzoeksvariabelen en gegevens  | Onderzoeksvariabelen en gegevens  | Onderzoeksvariabelen en gegevens | Onderzoeksvariabelen en gegevens | Onderzoeksvariabelen en gegevens |
| -------------------------------- | -------------------------------- | --------------------------------- | ----------------------------------- | --------------------------------- | --------------------------------- | -------------------------------- | -------------------------------- | -------------------------------- |
| Variabelen                       | Categorie                        | kwalitatief = categorisch         | kwalitatief = categorisch           | kwalitatief = categorisch         | kwantitatief = numeriek           | kwantitatief = numeriek          | kwantitatief = numeriek          | kwantitatief = numeriek          |
| Variabelen                       | Type                             | discreet en niet-negatief         | discreet en niet-negatief           | discreet en niet-negatief         | discreet en niet-negatief         | discreet en niet-negatief        | continu                          | continu                          |
| Variabelen                       | Meetschaal                       | nominaal (polytoom)               | ordinaal                            | binair (dichotoom)                | binair (dichotoom)                | telling                          | interval                         | ratio                            |
| Bewerkingen                      | Bewerkingen                      | ≠, =                              | ≠, =, >, <                          | ≠, =                              | ≠, =                              | +, -                             | +, -                             | +, -, *, ÷                       |
| Eigen- schappen                  | Volgorde                         |                                   | x                                   |                                   | x                                 | x                                | x                                | x                                |
| Eigen- schappen                  | Verschillen                      |                                   |                                     |                                   | x                                 | x                                | x                                | x                                |
| Eigen- schappen                  | Echt nulpunt                     |                                   |                                     |                                   | x                                 |                                  |                                  | x                                |
| Eigen- schappen                  | Modus                            | x                                 | x                                   | x                                 | x                                 | x                                | x                                | x                                |
| Eigen- schappen                  | Mediaan                          |                                   | x                                   |                                   | x                                 | x                                | x                                | x                                |
| Eigen- schappen                  | Gemiddelde                       |                                   |                                     |                                   | x                                 | x                                | x                                | x                                |
| Eigen- schappen                  | Spreiding                        |                                   | interkwartiel- afstand              |                                   |                                   | variantie                        | variantie                        | variantie                        |
| Mogelijke waarden                | Mogelijke waarden                | categorieën, rubrieken            | met rangordes                       | true/false (Ja/Nee)               | 0, 1                              | 0, 1, …                          | 0-waarde "willekeurig"           | 0-waarde "echt"                  |
| Voorbeelden                      | Voorbeelden                      | bloedgroep, geloof, nationaliteit | medaille, kledingmaat, tevredenheid | gehuwd?, geslaagd?, rechtshandig? | gehuwd?, geslaagd?, rechtshandig? | #fouten, #inwoners, #kinderen    | geboren op, temp. ℃/℉, IQ        | gewicht, temp. °K, voltage       |